# 李存華
李 存華（イ・ジョヌァ、イ・ジョンファ、朝鮮語: 이존화、1914年4月26日 - 1964年8月10日）は、大韓民国の政治家。第3・4代韓国国会議員。

## 経歴
日本統治時代の全羅北道（現・全北特別自治道）完州郡出身。満洲奉天学院専門部法科卒。奉天韓僑保護団長、国民会完州郡支部長、自由党完州郡党委員長・全羅北道党宣伝部長、北進統一全北連盟副委員長、全州市消防団長、国会文教委員会委員長を務めた。その後は3・15不正選挙の連座責任と反革命勢力の糾弾対象となり投獄され、のちに病死した。